# 塞維爾 (喬治亞州)
塞維爾（英語：Seville）是位於美國喬治亞州威爾科克斯縣的一個人口普查指定地區。

## 地理
塞維爾的座標為31°57′38″N 83°36′04″W / 31.96056°N 83.60111°W，而該地最高點為海拔高度114米（即374英尺）。

## 人口
根據2010年美國人口普查的數據，塞維爾的面積為2.17平方千米，當中陸地面積為2.14平方千米，而水域面積為0.03平方千米。當地共有人口219人，而人口密度為每平方千米100人。